# Acropsis tectiformis
Acropsis tectiformis är en insektsart som först beskrevs av Brunner von Wattenwyl 1878.  Acropsis tectiformis ingår i släktet Acropsis och familjen vårtbitare. Inga underarter finns listade i Catalogue of Life.